# Estrella Galán Pérez
Estrella Galán Pérez   (Madrid, 24 d'abril de 1971) és una antropòloga, treballadora social, política i activista espanyola pels drets humans, antiga directora general de la Comissió Espanyola d'Ajuda al Refugiat i eurodiputada per Sumar arran de les eleccions al Parlament Europeu de 2024.

## Trajectòria
Galán va treballar a l'organització no governamental Semilla, amb menors en risc d'exclusió social. Des del 1999 va treballar a la Comissió Espanyola d'Ajuda al Refugiat (CEAR) i des del 2011 en va ser la directora general. També forma part del patronat de la Fundación Alternativas. Com a activista ha denunciat l'«actuació de les màfies en el tràfic de persones migrants» i ha criticat l'«actitud dels estats membres de la Unió Europea en matèria d'immigració i asil».
El març de 2024 va ser designada per Sumar per a encapçalar la llista de la coalició a les eleccions al Parlament Europeu. Durant la campanya, va reivindicar el paper de Sumar com a motor de les polítiques progressistes del Govern d'Espanya i va advocar per la intensificació de la via diplomàtica per assolir la pau a Ucraïna i Gaza, la redefinició del pacte migratori europeu per a garantir l'acollida de migrants i refugiats, l'adopció de polítiques reindustrialitzadores sostenibles, l'electrificació del transport públic, l'establiment d'ajuts als consumidors per a la transició ecològica, la creació d'un marc europeu per a l'ampliació del parc públic d'habitatge i l'enfortiment del control sobre sistema financer i evasió fiscal. A les eleccions va ser una de les tres electes de la candidatura.